# Бильбао Арена
«Бильбао Арена» — многофункциональная спортивная арена в Бильбао, в провинции Бискайя, Испания. Арена в основном используется для проведения баскетбольных матчей. Также на территории расположены бассейн и спортивные залы.
В холле также проводятся концерты и другие культурные мероприятия.
«Бильбао Арена» — домашняя площадка для мужского баскетбольного клуба «Бильбао» (чемпионат Испании). Был открыт в сентябре 2010 года.
Арена использовалась для проведения чемпионата Европы 2011 года среди молодёжных команд (до 20 лет).